# Les Petites-Loges
Les Petites-Loges és un municipi francès, situat al departament del Marne i a la regió del Gran Est. L'any 2007 tenia 435 habitants.

## Demografia

### Població
El 2007 la població de fet de Les Petites-Loges era de 435 persones. Hi havia 148 famílies, de les quals 20 eren unipersonals (16 homes vivint sols i 4 dones vivint soles), 48 parelles sense fills, 76 parelles amb fills i 4 famílies monoparentals amb fills.
La població ha evolucionat segons el següent gràfic:
Habitants censats

### Habitatges
El 2007 hi havia 157 habitatges, 144 eren l'habitatge principal de la família, 3 eren segones residències i 10 estaven desocupats. 155 eren cases i 2 eren apartaments. Dels 144 habitatges principals, 125 estaven ocupats pels seus propietaris, 17 estaven llogats i ocupats pels llogaters i 2 estaven cedits a títol gratuït; 2 tenien dues cambres, 4 en tenien tres, 32 en tenien quatre i 107 en tenien cinc o més. 128 habitatges disposaven pel capbaix d'una plaça de pàrquing. A 50 habitatges hi havia un automòbil i a 91 n'hi havia dos o més.

### Piràmide de població
La piràmide de població per edats i sexe el 2009 era:
| Homes | Edats   | Dones |
| ----- | ------- | ----- |
| 0     | 95 o +  | 0     |
| 0     | 90 a 94 | 0     |
| 0     | 85 a 89 | 0     |
| 0     | 80 a 84 | 0     |
| 0     | 75 a 79 | 4     |
| 4     | 70 a 74 | 0     |
| 4     | 65 a 69 | 4     |
| 4     | 60 a 64 | 0     |
| 8     | 55 a 59 | 8     |
| 12    | 50 a 54 | 16    |
| 32    | 45 a 49 | 20    |
| 8     | 40 a 44 | 24    |
| 20    | 35 a 39 | 8     |
| 20    | 30 a 34 | 24    |
| 12    | 25 a 29 | 0     |
| 12    | 20 a 24 | 16    |
| 16    | 15 a 19 | 20    |
| 12    | 10 a 14 | 28    |
| 24    | 5 a 9   | 8     |
| 0     | 0 a 4   | 4     |

## Economia
El 2007 la població en edat de treballar era de 299 persones, 232 eren actives i 67 eren inactives. De les 232 persones actives 219 estaven ocupades (120 homes i 99 dones) i 13 estaven aturades (6 homes i 7 dones). De les 67 persones inactives 23 estaven jubilades, 23 estaven estudiant i 21 estaven classificades com a «altres inactius».

### Ingressos
El 2009 a Les Petites-Loges hi havia 152 unitats fiscals que integraven 455 persones, la mediana anual d'ingressos fiscals per persona era de 19.365 €.

### Activitats econòmiques
Dels 19 establiments que hi havia el 2007, 1 era d'una empresa alimentària, 4 d'empreses de construcció, 4 d'empreses de comerç i reparació d'automòbils, 1 d'una empresa de transport, 1 d'una empresa d'hostatgeria i restauració, 3 d'empreses d'informació i comunicació, 3 d'empreses immobiliàries i 2 d'empreses classificades com a «altres activitats de serveis».
Dels 5 establiments de servei als particulars que hi havia el 2009, 3 eren paletes, 1 lampisteria i 1 agència immobiliària.
L'únic establiment comercial que hi havia el 2009 era una fleca.
L'any 2000 a Les Petites-Loges hi havia 9 explotacions agrícoles.

## Equipaments sanitaris i escolars
El 2009 hi havia una escola elemental.

## Poblacions més properes
El següent diagrama mostra les poblacions més properes.